# Bełda
Bełda – wieś w Polsce położona w województwie podlaskim, w powiecie grajewskim, w gminie Rajgród, przy drodze krajowej nr 61.
Do roku 1954 oraz w latach 1973–1976 miejscowość była siedzibą gminy Bełda. W latach 1954–1972 wieś należała i była siedzibą władz gromady Bełda. W latach 1975–1998 miejscowość administracyjnie należała do województwa łomżyńskiego.  

## Historia
Do XIII wieku w miejscu dzisiejszej Bełdy znajdowała się duża jaćwieska wieś o nazwie Bołdykiszcza. Została ona zniszczona podczas najazdu na Jaćwingów w latach 1254–1256. Opuszczone tereny zostały zasiedlone dopiero na początku XVIII wieku, gdy powstała miejscowość Bełda. Wieś rozwinęła się w pierwszej połowie XIX wieku, kiedy to znalazła się na trasie traktu warszawsko-petersburskiego. Około roku 1870 stała się siedzibą nowo utworzonej gminy Bełda. 
Podczas I wojny światowej, w październiku 1914 roku nieopodal Bełdy toczyły się działania wojenne, pomiędzy Rosją i Niemcami, czego pamiątką jest cmentarz nieopodal wsi.   
W 1929 roku majątki ziemskie posiadała tu Eugenia Borowska (63 mórg). Istniał skład wyrobów betonowych, jadłodajnia, sklepy z artykułami kolonialnymi (dwa) i spożywczy. Swoje warsztaty prowadzili kowale (czterech), krawiec, murarz, stolarz i ślusarz.  
W czasie II wojny światowej Bełda była siedzibą Placówki Bełda AK, którą dowodził Leon Karwowski. We wsi znajdował się także komisariat niemieckiej żandarmerii.  

## Zabytki
- cmentarz wojenny z I wojny światowej